# Gaio Sextio Calvino
Gaio Sextio Calvino  (fl. II secolo a.C.) è stato un politico e generale romano del periodo della Repubblica.

## Biografia
Nel 124 a.C. divenne console. Continuò la conquista della Gallia Transalpina di Linguadoca. Sconfisse i Salluvi, catturò e distrusse il loro Oppidum di Entremont nel 123 a.C. e ne schiavizzò la popolazione. Inoltre, dispose le sue legioni tra il Rodano e il Varo, costringendo i galli e i liguri a 1000 passi dalla costa, concedendo questa striscia di terra a Marsiglia.

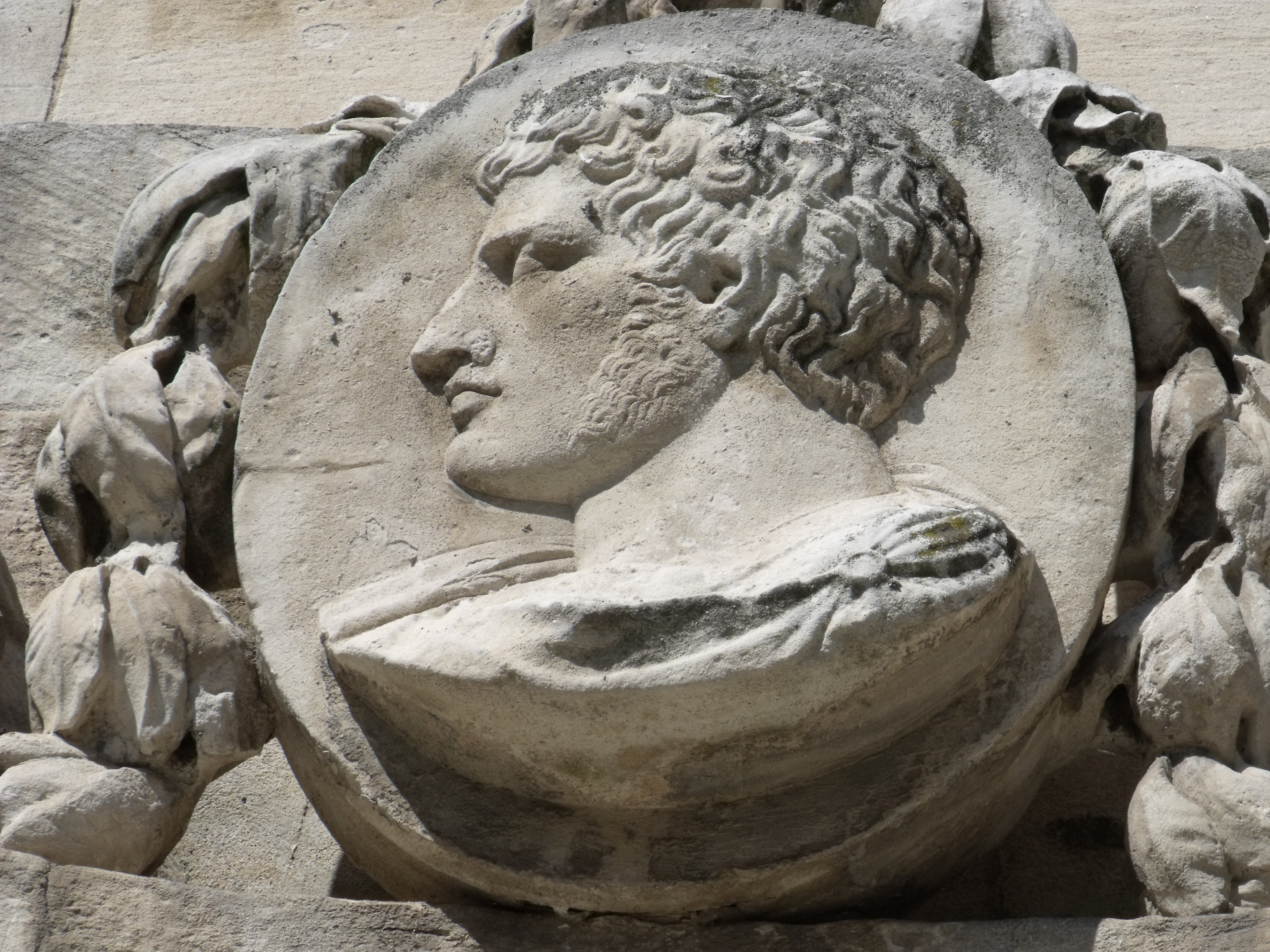
Ritratto immaginario rappresentante Gaio Sextio Calvino (Fontana dei Predicatori, Aix-en-Provence).

Nel 122 a.C. Calvino decise di trasformare il campo costruito a nord di Marsiglia in una colonia romana, la prima in Gallia Transalpina. Prende il suo nome: Aquae Sextiae (Aix-en-Provence).

## Ara Calvini
Intorno al 92 a.C., un C. Sextius Calvinus di rango pretore restaurò un altare dedicato a sei deo sei divae. Sebbene sia spesso identificato come il figlio del console del 124 a.C., si ritiene, secondo E. Badian, che l’iscrizione sia opera del più anziano Sextius.
Il piccolo altare fu rinvenuto nel 1829 nei pressi di Sant’Anastasia, nella parte occidentale inferiore del Colle Palatino. Realizzato in travertino, presenta la caratteristica forma a clessidra, utilizzata a Roma a partire dall'epoca della Seconda Guerra Punica. L’Ara Calvini ("Altare di Calvinus"), talvolta chiamata Ara Dei Ignoti ("Altare del Dio Sconosciuto"), è ora conservata nelle collezioni dell'Antiquario Palatino (Museo del Palatino).

## Fonti antiche
- Diodoro Siculo 34.23
- Cicerone, Epistulae ad familiares 7.2.9
- Livio, Periocha 61
- Velleio Patercolo 1.15.4
- Strabone 4.1.5
- Fasti triumphales per il 122 a.C. (Degrassi p. 82 e suc., 560)
- Eutropio 4.22[6]